# Pre-Emptive False Rapture
Albums de Chrome Hoof
Chrome Hoof
(2005) Crush Depth
(2010)
Pre-Emptive False Rapture est le second album du groupe Chrome Hoof, sorti en 2007 chez Southern Records.

## Liste des morceaux
| No  | Titre                  | Crédit(s) | Durée |
| --- | ---------------------- | --------- | ----- |
| 1.  | Nordic Curse           |           | 1:58  |
| 2.  | Tonyte                 |           | 5:30  |
| 3.  | Pronoid                |           | 3:48  |
| 4.  | Circus 9000            |           | 4:40  |
| 5.  | Moss Covered Obelisk   |           | 9:03  |
| 6.  | Leave This Ruined Husk |           | 3:45  |
| 7.  | Symbolik 180°          |           | 2:46  |
| 8.  | Death Is Certain       |           | 4:21  |
| 9.  | Astral Suicide         |           | 2:47  |
| 10. | Egg N' Bass            |           | 1:34  |
| 11. | Spokes Of Uridium      |           | 8:07  |